# Chris Hordijk
Chris Hordijk (Wageningen, 2 september 1983) is een Nederlandse popzanger. In 2011 genoot hij enige bekendheid door zijn deelname aan het tweede seizoen van The voice of Holland waar hij eindigde op de tweede plek.

## Biografie

### Carrière
Nog voordat Hordijk mee deed aan de talentenjacht speelde hij van 2003 - 2008 de drums in de band van zijn zus Lisa, genaamd Left Lane Lisa. Tijdens zijn deelname aan The voice of Holland scoorde Hordijk zijn eerste Single Top 100-notering op 9 december 2011. Zijn versie van het nummer Drops of Jupiter, bereikte de 56ste positie. Op 23 december 2011 werd bekendgemaakt dat Hordijk weer genoteerd stond in de Single Top 100 met het nummer When I Get You Alone, hiermee bereikte hij de 61ste positie. Ook scoorde hij met The A team een notering in de Single Top 100, op 13 januari 2012 stond hij op nummer 3. Verder volgde ook nog een nummer 6 notatie met zijn cover van Poker face op 20 januari 2012. Net voor de finale van The voice of Holland op 20 januari werd bekend dat Hordijks debuutsingle Time after time binnenkwam op de 1e plaats in Single Top 100. Ook debuteerde Hordijk, met zijn eerste officiële single, in de Nederlandse Top 40 waar het nummer op de 18de plaats binnenkwam en de Tipparade oversloeg.
In de 4e weeknotering vestigde de single een negatief record in de Top 40. Het maakte de grootste daling ooit vanaf nummer 2 in die lijst, namelijk naar nummer 20. Daarmee is het een van de minst succesvolle nummer 2 hits aller tijden. Opvolger Won't you stay werd nog een hitje, het daarop volgende Jump For A Waterfall  flopte.
Op 22 januari 2012 werd bekendgemaakt dat Hordijk een plaat gaat maken samen met muziekproducent Gordon Groothedde, die in The voice of Holland het team van zijn coaches Nick & Simon bijstond. Deze plaat is echter (nog) niet verschenen. 
In 2022 neemt Chris Hordijk deel aan het tv-programma Better Than Ever op RTL4 en brengt hij de single Summer Of Yesterday uit met Pi. 

## Discografie

### Singles
| Single met eventuele hitnotering(en) in de Nederlandse Top 40 | Datum van verschijnen | Datum van binnenkomst | Hoogste positie | Aantal weken | Opmerkingen                                                                 |
| ------------------------------------------------------------- | --------------------- | --------------------- | --------------- | ------------ | --------------------------------------------------------------------------- |
| Drops of Jupiter                                              | 02-12-2011            | -                     |                 |              | Nr. 56 in de Single Top 100                                                 |
| When I get you alone                                          | 16-12-2011            | -                     |                 |              | Nr. 61 in de Single Top 100                                                 |
| The A team                                                    | 06-01-2012            | -                     |                 |              | Nr. 3 in de Single Top 100                                                  |
| Poker face                                                    | 13-01-2012            | -                     |                 |              | Nr. 6 in de Single Top 100                                                  |
| Time after time                                               | 13-01-2012            | 21-01-2012            | 2               | 6            | Nr. 1 in de Single Top 100 / Goud                                           |
| Won't you stay                                                | 16-03-2012            | 31-03-2012            | 31              | 3            | Nr. 6 in de Single Top 100                                                  |
| Jump from a waterfall                                         | 2012                  | 30-06-2012            | tip11           | -            | Nr. 46 in de Single Top 100                                                 |
| Heartbreaks & earthquakes                                     | 2013                  | -                     |                 |              | Nr. 96 in de Single Top 100                                                 |
| Koningslied                                                   | 19-04-2013            | 27-04-2013            | 2               | 4            | als onderdeel van Nationaal Comité Inhuldiging / Nr. 1 in de Single Top 100 |
| Summer Of Yesterday                                           | 2022                  | -                     |                 |              |                                                                             |

| Single met hitnotering(en) in de Vlaamse Ultratop 50 | Datum van verschijnen | Datum van binnenkomst | Hoogste positie | Aantal weken | Opmerkingen                                    |
| ---------------------------------------------------- | --------------------- | --------------------- | --------------- | ------------ | ---------------------------------------------- |
| Koningslied                                          | 2013                  | 11-05-2013            | 41              | 1            | als onderdeel van Nationaal Comité Inhuldiging |

## Trivia
- Hordijk is de broer van X Factor-winnares Lisa Lois.
- Hij is getrouwd en is vader van een dochter.[5]